# Евфимий (патриарх Константинопольский)
Евфимий — патриарх Константинопольский (490—496), святитель.

## Биография
Евфимий родился в городе Ампее. В юности получил хорошее образование в Александрии.
В 490 году Евфимий был возведен на патриаршую кафедру Константинополя.
Его правление совпало с монофизитскими спорами. Евфимий придерживался изданного императором Зеноном документа «Энотикон», согласно которому решения Халкидонского Собора по поводу монофизитства замалчивались. Евфимий вычеркнул из диптиха александрийского патриарха монофизита Петра III Монга. У Евфимия были частые конфликты с императором Анастасием I, так как последний придерживался монофизитских взглядов.
В 496 году император Анастасий добился низложения Евфимия с патриаршего престола. Евфимий был сослан в город Евхаит.
Евфимий скончался около 512 года.

## Память
Евфимий Константинопольский почитается Русской православной церковью заграницей в лике святителей. День памяти 5 августа.